# 漢諾威鎮區 (印第安納州傑佛遜縣)
漢諾威鎮區（英語：Hanover Township）是位於美國印第安納州傑佛遜縣的一個行政鎮區。

## 地方資料
根據2010年美國人口普查的數據，漢諾威鎮區的面積為49.10平方千米，當中陸地面積為48.50平方千米，而水域面積為0.60平方千米。當地共有人口5366人，而人口密度為每平方千米109.29人。